# BlueStacks
BlueStacks (còn được gọi là BlueStacks by now.gg, Inc.) là một công ty công nghệ của Hoa Kỳ, nổi tiếng với ứng dụng BlueStacks App Player và các sản phẩm đa nền tảng dựa trên đám mây khác. BlueStacks App Player cho phép chạy các ứng dụng Android trên máy tính sử dụng hệ điều hành Microsoft Windows hoặc macOS.

## Lịch sử
Công ty này được thành lập vào năm 2009 bởi Jay Vaishnav, Suman Saraf và Rosen Sharma. Giám đốc điều hành Citrix Mark Templeton đã trình bày phiên bản đầu tiên của BlueStacks trên sân khấu và thông báo rằng các công ty khác đã bắt đầu thành lập quan hệ đối tác. Phiên bản alpha của App Player đã được ra mắt vào tháng 10 năm 2011. App Player đã bước khỏi phiên bản beta vào ngày 7 tháng 6 năm 2014. Vào tháng 7 năm 2014, Samsung thông báo rằng họ đã đầu tư vào BlueStacks. Điều này nâng tổng số tiền đầu tư bên ngoài vào BlueStacks lên 26 triệu USD.

## BlueStacks (trình giả lập Android)
Nguồn doanh thu chính của BlueStacks là từ trình giả lập Android được gọi là App Player. Các tính năng cơ bản của phần mềm có thể được sử dụng miễn phí. Các tính năng nâng cao yêu cầu cần phải đăng ký và trả phí hàng tháng. Công ty tuyên bố rằng App Player có thể chạy 1,5 triệu ứng dụng Android kể từ tháng 11 năm 2019. Tính đến tháng 2 năm 2021, BlueStacks tuyên bố các ứng dụng của họ đã được tải xuống hơn 1 tỷ lần. App Player có thể hỗ trợ chuột, bàn phím và bàn di chuột.
Vào tháng 6 năm 2012, công ty đã phát hành phiên bản alpha của App Player cho macOS, trong khi phiên bản beta được phát hành vào tháng 12 cùng năm. Vào tháng 12 năm 2024, nó đã phát hành BlueStacks Air cho máy Mac Apple Silicon.

### BlueStacks 2
Vào tháng 4 năm 2015, BlueStacks, Inc. đã thông báo rằng một phiên bản mới của App Player dành cho macOS, 2.0, đang được phát triển và sẽ được phát hành vào tháng Bảy. Vào tháng 12 năm 2015, BlueStacks, Inc. đã phát hành phiên bản mới BlueStacks 2.0 cho phép người dùng chạy đồng thời nhiều ứng dụng Android. BlueStacks 2.0 cũng có sẵn cho Mac OS X 10.9 Mavericks trở lên, cho đến năm 2018.
Vào tháng 4 năm 2016, công ty đã phát hành BlueStacks TV có tích hợp Twitch.tv trực tiếp vào BlueStacks App Player. Sự bổ sung này cho phép người dùng có thể phát trực tiếp từ ứng dụng của họ lên Twitch mà không cần thông qua phần mềm bên thứ ba.
BlueStacks đã tích hợp Facebook Live vào tháng 9 năm 2016, cho phép người dùng phát trực tuyến trò chơi của họ lên Facebook.

### BlueStacks 3
Vào tháng 7 năm 2017, BlueStacks đã phát hành BlueStacks 3 dựa trên một công cụ hoàn toàn mới và thiết kế giao diện người dùng. BlueStacks 3 đã thêm Trung tâm ứng dụng để cá nhân hóa các đề xuất trò chơi, hệ thống tài khoản, trò chuyện, giao diện bàn phím mới và có thể chạy nhiều phiên bản. Tính năng chạy nhiều phiên bản cho phép người dùng khởi chạy nhiều cửa sổ BlueStacks bằng tài khoản Google Play giống nhau hoặc khác nhau.

### BlueStacks 3N
Vào tháng 1 năm 2018, BlueStacks đã công bố phát hành BlueStacks + N Beta chạy trên Android 7.0 (Android Nougat) và tuyên bố là nền tảng chơi game Android đầu tiên và duy nhất có Android 7.0 vào thời điểm đó, vì phần lớn trình giả lập Android chạy Android 4.4 (KitKat), bao gồm các phiên bản BlueStacks trước đó. Phiên bản beta này được cung cấp bởi công cụ đồ họa "HyperG" được nâng cấp cho phép BlueStacks sử dụng đầy đủ các API của Android 7.0.

### BlueStacks 4
Vào tháng 9 năm 2018, BlueStacks đã công bố phiên bản mới nhất của mình, BlueStacks 4. Trong quá trình thử nghiệm, kết quả cho thấy BlueStacks 4 nhanh hơn nhiều nhất là 6 lần so với điện thoại di động thế hệ 2018. BlueStacks 4 cũng bao gồm tính năng quản lý tài nguyên bằng cách chỉ khởi tạo các thư viện Android cần thiết, giúp giải phóng tài nguyên tốt hơn. BlueStacks 4 cung cấp giao diện người dùng tìm kiếm và thanh công cụ mới. Một công cụ ánh xạ phím mới do AI hỗ trợ sẽ tự động ánh xạ các phím trong các trò chơi được hỗ trợ với tùy chỉnh phím cũng có sẵn để tinh chỉnh thêm. Ngoài ra, BlueStacks 4 hỗ trợ cả phiên bản 32-bit và 64-bit của Android 7.1.2 Nougat.
Vào tháng 1 năm 2019, BlueStacks đã phát hành phiên bản 64-bit của BlueStacks 4 thông qua chương trình truy cập sớm. Phiên bản này chạy trên phiên bản 64-bit của Android 7.1.2 cho phép cải thiện hiệu suất và sử dụng bộ nhớ hiệu quả hơn. Điều kiện tiên quyết để chạy bản dựng này bao gồm chạy phiên bản Windows 8 64-bit trở lên, có bật ảo hóa và tắt Hyper-V. Bản phát hành 64-bit này cho phép cài đặt và sử dụng các ứng dụng Android ARM64-v8a.

### BlueStacks 5
Vào tháng 5 năm 2021, BlueStacks đã phát hành BlueStacks 5, vẫn dựa trên Android 7.1.2 nhưng cũng có Android 9.0 (Android Pie) hoặc Android 11 (hiện đang ở giai đoạn thử nghiệm), nếu người dùng chọn.

### BlueStacks X
Vào tháng 9 năm 2021, BlueStacks đã ra mắt BlueStacks X, một dịch vụ chơi trò chơi trên đám mây dựa trên nền tảng Android. Bluestacks X sử dụng điều tiết để kiểm soát tốc độ theo kết nối internet của người dùng, dưới tên Hybrid Cloud. Máy chủ của BlueStacks X được lưu trữ bởi now.gg, một công ty con của BlueStacks.

### BlueStacks Air
Vào tháng 12 năm 2024, BlueStacks ra mắt BlueStacks Air, một trình phát dành cho máy Mac Android Silicon. Nó được tối ưu hóa để hoạt động nguyên bản với tất cả các hệ thống Apple Silicon Mac - bộ xử lý M1, M2, M3 và M4.

## Yêu cầu cấu hình tối thiểu
Đối với Windows, BlueStacks App Player có yêu cầu tối thiểu là Windows 7 trở lên, 4 GB RAM, 10 GB dung lượng đĩa và bộ xử lý Intel hoặc AMD. BlueStacks Air hiện hỗ trợ các hệ thống Mac sử dụng chip Apple Silicon (M1-M4). Đối với macOS, yêu cầu tối thiểu bao gồm macOS 11 (Big Sur) hoặc Hệ điều hành cao hơn, 8 GB RAM và 12 GB dung lượng ổ cứng.

## Chỉ trích
BlueStacks đã bị chỉ trích vì bắt buộc cài đặt BlueStacks X cùng với BlueStacks 5, mặc dù trang web có các nút tải xuống riêng biệt. Ngay cả khi BlueStacks X bị gỡ cài đặt, nó sẽ được cài đặt lại trong mỗi bản cập nhật BlueStacks 5. Vào khoảng tháng 2 năm 2023, trình cài đặt bắt đầu cài đặt ứng dụng cùng với ứng dụng ví tiền điện tử của now.gg, Inc. cũng như thêm một biểu tượng trên khay hệ thống chạy khi khởi động và không thể tắt được. Ứng dụng này đã được đổi tên thành BlueStacks Services.